# 曹良臣
曹 良臣（そう りょうしん、生年不詳 - 1372年）は、元末明初の軍人。本貫は寿州安豊県。

## 生涯
元末の乱が起こると、良臣は郷里の人々を集めて堡塁を築き、自衛した。応天府で朱元璋に帰順し、江淮行省参政となった。淮東・浙西の攻略に参加し、行省左丞の任に進んだ。徐達に従って大都を陥落させ、河北の地を制圧しながら沢州・潞州に達した。
良臣は山西行省平章の任に進み、東に引き返して通州を守った。このとき明は大軍を山西に展開していたため、通州の守備は脆弱で、良臣の部下は1000人に満たなかった。元の丞相の也速が1万騎を率いて白河に宿営した。良臣はひそかに指揮の仵勇らを派遣して、運河を進む舟の中に赤い幟を多数立てさせて大軍を偽装した。偽軍の船列は30里あまりに達し、鉦鼓の音を共鳴させた。也速は驚いて逃走した。良臣は精鋭の騎兵を出して100里あまり追撃した。
徐達に従ってココ・テムルを定西で撃破した。1370年（洪武3年）、宣寧侯に封じられ、世券を与えられた。翌年、良臣は夏に対する征討に従い、帰州の山寨を攻略し、容美の諸土司を制圧した。周徳興と合流して茅岡の覃垕の寨を抜き、白塩山から木を切り出して道を開き、紙坊渓に進出して夔州に赴き、進軍して重慶を攻略した。
1372年（洪武5年）、良臣は李文忠の北伐に従い、ヘルレン川に達し、そこの部族を降した。20日分の糧を持ち、昼夜進軍してトール川に達した。北元の哈剌章が渡河して抗戦したが、じりじりと後退した。良臣らがアルグン川まで追撃すると、敵の騎兵が蝟集してきた。良臣らは奮戦して敵を敗走させたが、このとき良臣は指揮の周顕・常栄・張耀とともに戦死した。安国公の位を追贈され、諡は忠壮といい、功臣廟に列祀された。
子の曹泰が宣寧侯の爵位を嗣いたが、藍玉の獄に連座して処刑され、爵位を剥奪された。